# استاتر

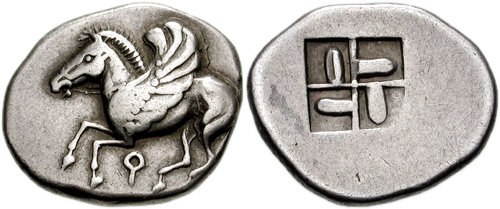
استاتر قدیمی نقره از قرنتس، ۵۵۵–۵۱۵ قبل از میلاد. سمت چپ پگاسوس درحال پرواز، سمت راست نقش چکشی قوپا ۴ تایی

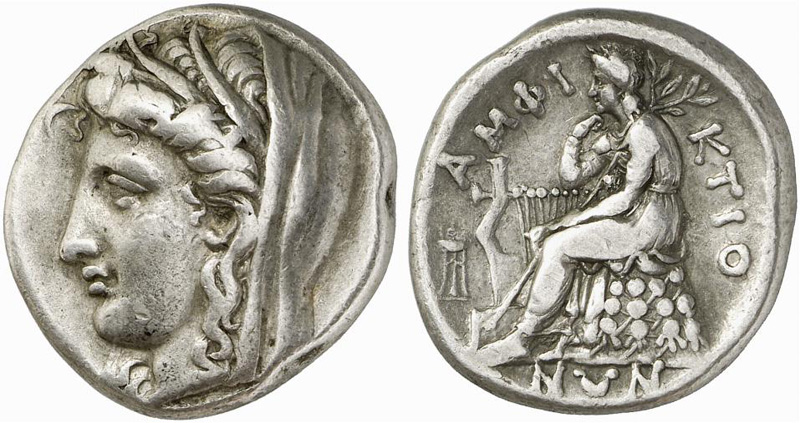
استاتر نقره از دلفی، ۳۳۸/۶–۳۳۴/۳ قبل از میلاد

استاتر(steɪtər یا stɑ:tɛər؛ یونان باستان στατήρ IPA: statɛ̌:r، به معنای واقعی کلمه "وزن") یک سکه باستانی مورد استفاده در مناطق مختلف یونان بود. همچنین، این عبارت برای سکه‌های مشابه، با تقلید از سکه یونانی استفاده و در نقاط دیگر اروپا باستان ضرب می‌شد.

## تاریخچه

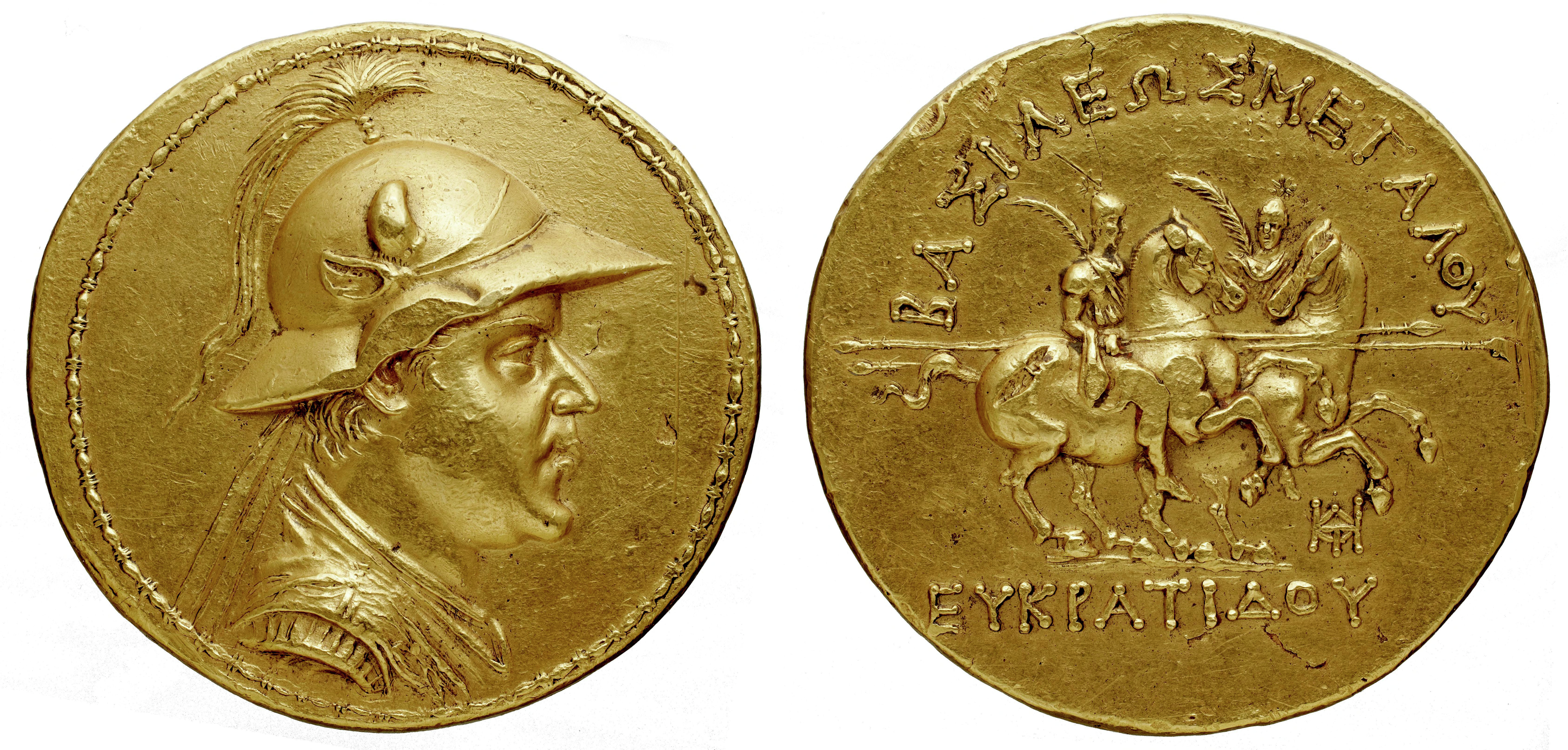
استاتر طلا با تصویر اوکراتید یکم (۱۷۱-۱۴۵ پیش از میلاد) یکی از پادشاهان دولت یونانی بلخ، این سکه با وزن ۱۶۹٫۲ گرم و قطر ۵۸ میلی‌متر، بزرگترین سکه طلای شناخته شده از دوران باستان است که در بخارا کشف شده است.

استاتر به عنوان یک سکه نقره یونانی، برای اولین بار از قرن ۸ قبل از میلاد به عنوان شمش، و بعد به عنوان سکه در ۵۰ میلادی منتشر شد. اولین استاتر شناخته یک سکه الکتروم با تصویر لاک‌پشت، ضرب Aegina و به حدود ۷۰۰ سال قبل از میلاد بازمی‌گردد و در کتابخانه ملی پاریس برای نمایش گذاشته شده‌است.
استاتر نقره و الکتروم در تمام سرزمین‌های یونان باستان و متصرفات آن در وزن‌های گوناگون ضرب گردید و استاتر طلا نیز تنها در بعضی نقاط ضرب و استفاده می‌شد.

## نگارخانه

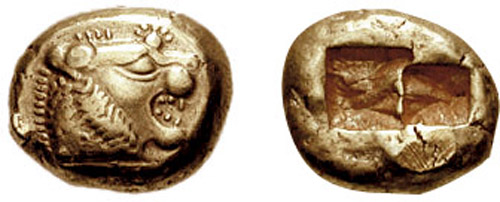
سکه یک سوم استاتر ضرب لیدی از جنس الکتروم در اوایل قرن ۶ پیش از میلاد.
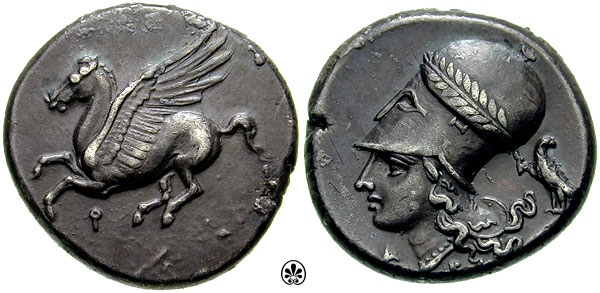
استاتر قرنتس. اسب بزرگ با علامت Ϙ قوپا و آتنا با کلاه قنطورس  و نماد شهر( Ϙόρινθος).
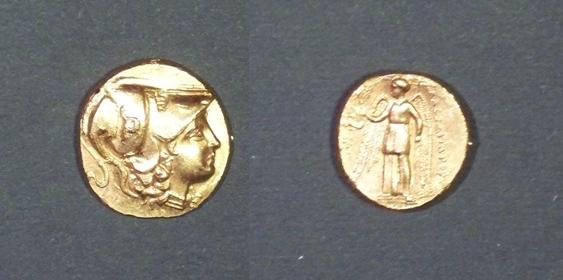
استاتر طلا اسکندر کبیر احتمالاً ضرب ابیدوس در ۳۲۸-۳۲۳ پیش از میلاد. آتنا با کلاهخود تزئین شده با قنطورس  و نیکه با تاج گل.
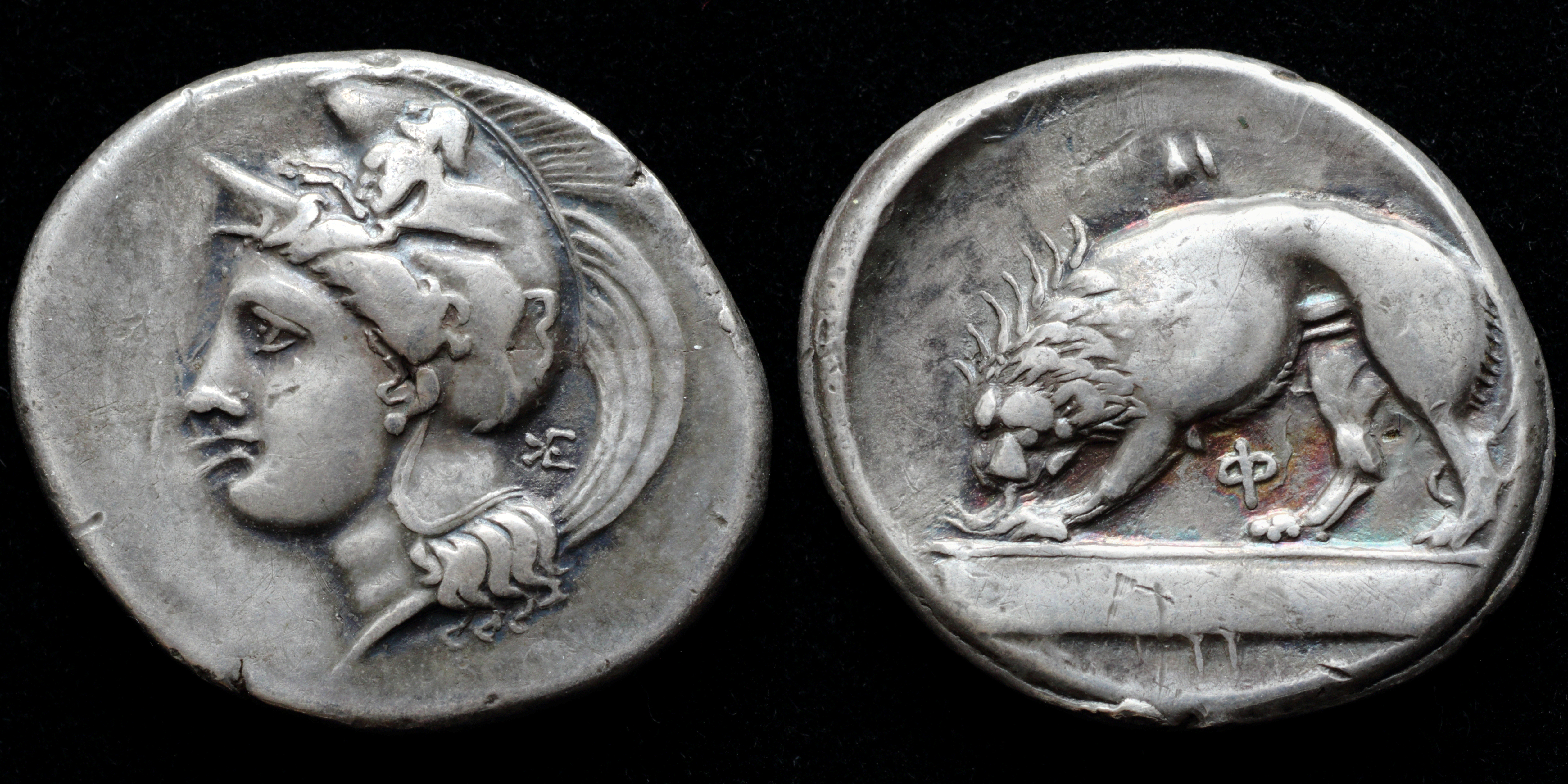
استاتر ضرب  Velia در ۳۳۴-۳۰۰ پیش از میلاد. آتنا با کلاهخود تزئین شده با قنطورس و شیر در حال خوردن
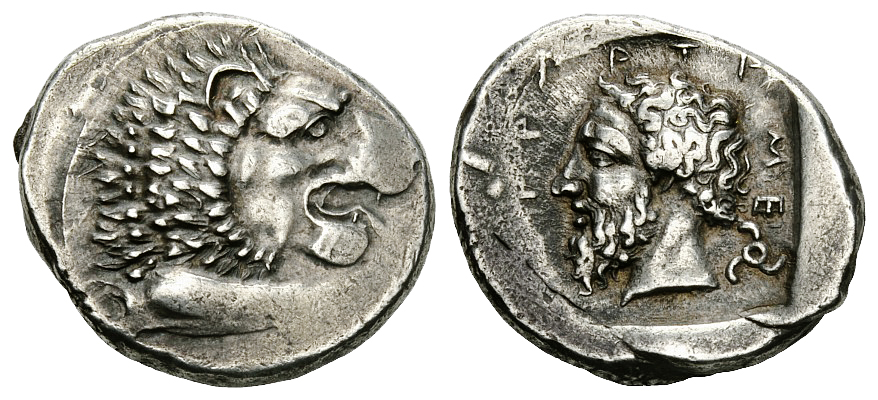
استاتر نقره از Mithrapata از لیکیه، حدود ۳۹۰-۳۷۰ پیش از میلاد